# Diego Nargiso
Diego Nargiso (Nápoles, 15 de março de 1970) é um ex-tenista profissional italiano.